# Serafin El-Suriani
Serafin El Suriani – duchowny Brytyjskiego Kościoła Ortodoksyjnego (autonomiczny Kościół wchodzący w skład Kościoła koptyjskiego przed oddzieleniem się w 2015 r.), od 1994 biskup Glastonbury, będący zarazem jego głową. Posługę rozpoczął w 1971 r. Następnie przebywał jako mnich w Wadi an-Natrun. Sakrę otrzymał 19 czerwca 1994 roku.